# Abschnittsbefestigung Landsberied
Die Abschnittsbefestigung Landsberied ist eine abgegangene frühmittelalterliche Abschnittsburg auf dem „Schlossberg“ südöstlich von Landsberied im Landkreis Fürstenfeldbruck in Bayern.

## Beschreibung

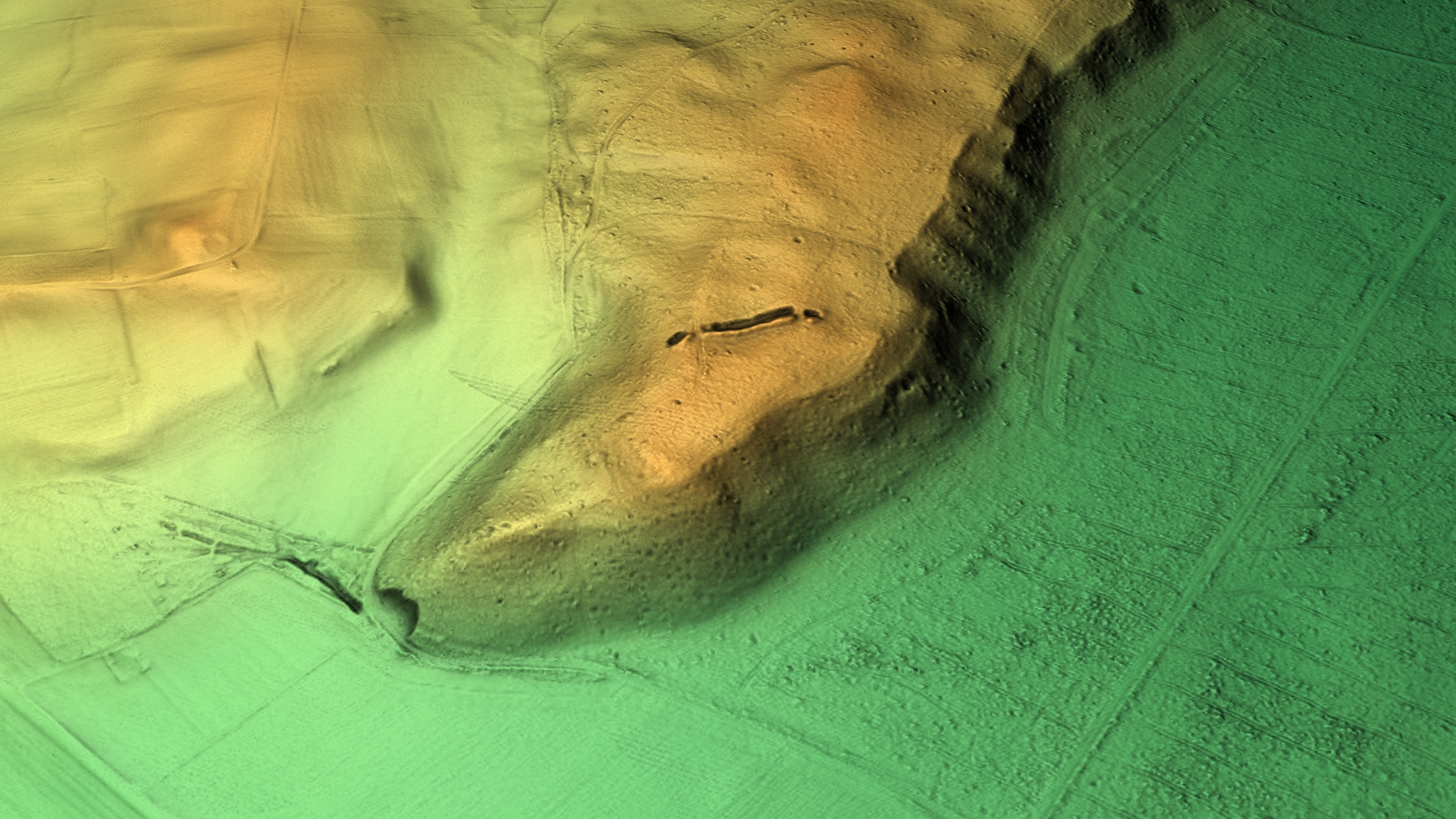
3D-Ansicht des digitalen Geländemodells

Von der ehemaligen Befestigungsanlage auf 580 m ü. NN sind noch Wall- und Grabenreste erhalten, die als Bodendenkmal mit der Denkmalnummer D-1-7833-0006 unter der Bezeichnung „Abschnittsbefestigung des frühen Mittelalters“ geschützt sind.